# Natura Sloveniae
Natura Sloveniae (latinsko Narava Slovenije, ISSN 1580-0814) je slovenska znanstvena revija s področja biologije, ki jo izdajata Biotehniška fakulteta v Ljubljani in Nacionalni inštitut za biologijo. Izhaja od leta 1999 dvakrat letno v nakladi 300 izvodov (do 12. letnika je bila naklada 500 izvodov).
Revija objavlja znanstvene prispevke s področja biologije o terenskem delu na območju osrednje in jugovzhodne Evrope, s čimer prispeva k poznavanju rastlinstva, živalstva in ekologije teh območij. Prispevki so v obliki znanstvenih člankov, kratkih vesti ali terenskih notic. Nastala je na pobudo skupine mentorjev raziskovalnih taborov študentov biologije in je danes eden od osrednjih medijev za sporočanje novih odkritij v floristiki, favnistiki in ekologiji v Sloveniji.
Glavna urednica je zoologinja Maja Zagmajster, za strokovno recenzijo in selekcijo prispevkov skrbi mednarodni uredniški odbor. Revija je na voljo brezplačno v knjižnici Oddelka za biologijo Biotehniške fakultete v Ljubljani, polno besedilo vseh prispevkov pa je objavljeno tudi na uradni spletni strani v skladu z načeli prostega dostopa; revija je tako zavedena v imeniku prosto dostopnih znanstvenih revij.